# Ifugao (provincie)
Ifugao is een provincie van de Filipijnen in het noorden van het eiland Luzon. De provincie maakt deel uit van regio CAR (Cordillera Administrative Region) en ligt tussen de provincies Mountain Province, Isabela, Nueva Vizcaya en Benguet in. De hoofdstad van de provincie is de gemeente Lagawe. Bij de census van 2015 telde de provincie bijna 203 duizend inwoners. Een groot deel daarvan behoort tot de oorspronkelijke inheemse bevolkingsgroep Ifugao, een volk dat in de loop van duizenden jaren de wereldberoemde rijstterrassen van Banaue aanlegde, maar dat daarnaast ook berucht was vanwege hun verleden als koppensnellers.
De naam Ifugao is afgeleid van de lokale woorden "I" en "Pugo" (vrij vertaald: mensen uit de bergen). "Ipugo" werd door de Spanjaarden verbasterd tot "Ipugaw" en uiteindelijk door de Amerikanen in Ifugao.

## Geschiedenis
De Spanjaarden hebben het gebied dat nu bekendstaat als Ifugao nooit echt onder controle kunnen krijgen. Hun aanwezigheid is voornamelijk beperkt gebleven tot Kiangan. Hier waren enkele Spaanse pueblos (plaatsen) en barrios (barangays) die werden geleid door respectievelijk een acalde municipal (burgemeester) en cabesa de barangay (barangay captain). De beperkte Spaanse aanwezigheid door tot de uitbraak van de Filipijnse revolutie en de komst van de Amerikanen na de overdracht van het land door de Spanjaarden in 1898.
De provincie Ifugao ontstond in 1905, kort na de komst van de Amerikanen toen Mountain Province voor administratieve doeleinden werd opgedeeld in kleinere provincies. In eerste instantie had Ifugao, net als de andere afgesplitste delen Benguet en Kalinga-Apayao, nog de status van subprovincie. De provincie bestond in die tijd slechts uit vijf gemeenten, te weten: Burnay (het latere Lagawe), Kiangan, Banaue, Hungduan en Mayoyao. Na de Tweede Wereldoorlog werd de provincie verder onderverdeeld en ontstonden de gemeenten Potia, (het huidige Alfonso Lista) en Lamut. Op 18 juni 1966 werd Republic Act 4695 (ook wel bekend als de Division Law of Mountain Province) van kracht en mocht Ifugao zich net als Benguet en Kalinga-Apayao definitief een onafhankelijke provincie noemen. De nieuwste gemeente ontstond in 1992 toen diverse barangays van Kiangan werden samengevoegd tot een nieuwe gemeente Asipulo.

## Geografie

### Topografie
Ifugao is een provincie het noorden van het grootste Filipijnse eiland Luzon gelegen tussen 16° 35’ 51" en 17° 6' 12" noorderbreedte en 120° 50' 46" en 121° 35' 24" oosterlengte. De provincie wordt omgeven door de provincie Mountain Province in het noorden, Isabela in het oosten, Nueva Vizcaya in het zuiden en Benguet in het westen. Met een oppervlakte 2628,21 km² is de provincie Ifugao 56e op de lijst van 79 Filipijnse provincies.
Ifugao ligt in het zuidoostelijke deel van Cordillera Central en is derhalve grotendeels bergachtig. Meer dan 90% van het terrein in de provincie is steiler dan 18 graden. Met name het noordelijke en westelijke deel van de provincie is bergachtig. Dit gaat richting het oosten over in meer heuvelachtig terrein. De hoogste berg van de provincie en van het eiland Luzon is met 2922 meter Mount Pulag. Deze op een na hoogste berg van de Filipijnen ligt precies op de grens met de naburige provincies Benguet en Nueva Vizcaya. Andere hoge bergtoppen zijn Mount Tabayoc (2842 m), Mount Clawit (2713 m), Mount Pamotoan (2689 m), Mount Kapiligan (2670 m) en Mount Abao (2661 m).

### Bestuurlijke indeling
Ifugao bestaat uit 11 gemeenten.
| - Aguinaldo - Alfonso Lista - Asipulo - Banaue - Hingyon - Hungduan | - Kiangan - Lagawe - Lamut - Mayoyao - Tinoc |

Deze gemeenten zijn weer verder onderverdeeld in 175 barangays.

## Bevolking

### Talen
De inwoners van de provincie Ifugao spreken een grote variëteit aan talen en dialecten die voor een groot deel onder de noemer Ifugao worden geschaard. In de gemeenten Kiangan, Mayoyao, Banaue, Lagawe, Hungduan en Hingyon spreekt een grote meerderheid van de bevolking dialecten Ifugao. In de andere vijf gemeenten is het Ifuago veel minder dominant. In de zuidelijke gemeente Lamut en de oostelijke gemeente Aguinaldo is de situatie wat gemixt, terwijl in Alfonso Lista, de oostelijkste gemeente de grote meerderheid van de bevolking het Ilocano als moedertaal heeft. In de gemeenten Tinoc en Asipulo in het westen en zuidwesten is het Kallahan de dominante taal. De meeste talen en dialecten in de provincie hebben een hoge onderlinge verstaanbaarheid. Daarnaast zijn veel inwoners van de provincie naast hun moedertaal nog minstens een andere Filipijnse taal machtig, waardoor de men goed met elkaar kan communiceren.

## Demografie
Ifugao had bij de census van 2015 een inwoneraantal van 202.802 mensen. Dit waren 11.724 mensen (6,1%) meer dan bij de vorige census van 2010. Ten opzichte van de census van 2000 was het aantal inwoners gegroeid met 41.179 mensen (25,5%). De gemiddelde jaarlijkse groei in die periode kwam daarmee uit op 1,14%, hetgeen lager was dan het landelijk jaarlijks gemiddelde over deze periode (1,72%).

De bevolkingsdichtheid van Ifugao was ten tijde van de laatste census, met 202.802 inwoners op 2628,21 km², 77,2 mensen per km².

## Bestuur en politiek
Zoals bij alle provincies in de Filipijnen is de belangrijkste bestuurder van Ifugao een gouverneur. De gouverneur wordt elke drie jaar gekozen en is het hoofd van het provinciale bestuur en de uitvoerende organen. De huidige gouverneur van de provincie, Eugene Balitang is tijdens de verkiezingen van 2010 voor drie jaar gekozen. De vicegouverneur, momenteel Pedro G. Mayam-o is voorzitter van de provinciale raad. Deze provinciale raad is in Ifugao samengesteld uit acht gekozen leden.
Lijst van gouverneurs van Ifugao sinds 1967
| - 1967–1976 Gualberto Lumauig - 1976–1986 Zosimo Paredes sr. - 1986–1988 Juan Dait jr. - 1988–1992 Benjamin Cappleman - 1992–1995 Albert Pawingi | - 1995–2001 Ildeffonso Dulinayan - 2001–2003 Teddy Baguilat jr. - 2004–2007 Benjamin Cappleman - 2007–2010 Teddy Baguilat jr. - 2010–2013 Eugene Balitang |

## Economie
De belangrijkste bronnen van inkomsten van de Ifugao zijn de landbouw, de jacht en bosbouw. De meest voorkomende producten zijn rijst, rootcrops, groenten, koffie en katoen. Daarnaast wordt er veel aan traditioneel handwerk gedaan, zoals houtsnijden. Toerisme naar de rijstterrassen van de Filipijnse Cordilleras is ook een belangrijke bron van inkomsten. Hoewel dit de laatste jaren iets omlaag is gegaan, is een relatief groot deel van de inkomsten van de provincie afkomstig van de nationale overheid. In 2008 bedroeg dit aandeel 75% op het totaal, terwijl dit in 1999 nog 95% was.
Ifugao is een relatief arme provincie. Uit cijfers van het National Statistical Coordination Board (NSCB) uit het jaar 2003 blijkt dat 35,5% (13148 mensen) onder de armoedegrens leefde. In het jaar 2000 was dit nog 64,1%. Daarmee staat Ifugao 51e op de lijst van provincies met de meeste mensen onder de armoedegrens. Van alle 79 provincies staat Ifugao ook 51e op de lijst van provincies met de ergste armoede.